# Rebus
Rebus je uganka, pri kateri je treba iz risb stvari, črk ali znakov ugotoviti ustrezno besedo ali frazo. Beseda rebus je izvorno latinska in pomeni z rečmi.
Rebusi so bili že v srednjem veku uporabljani v heraldiki.

## Rebus v ugankarstvu
V ugankarstvu so uporabljene različne zvrsti rebusov. Glede na način, kako preberemo končno rešitev poznamo: 
- palindromni rebus: končno rešitev preberemo nazaj
- rarebus: črke, ki jih od besede odvzamemo, znova dodamo v istem vrstnem redu na koncu za vsemi elementi rebusa
- rebusoid: črke, ki jih od besed odvzamemo, v istem vrstnem redu dodamo že na koncu samega elementa, od katerega smo jih odvzeli in ne na koncu, kot pri rarebusu